# Morten Halle

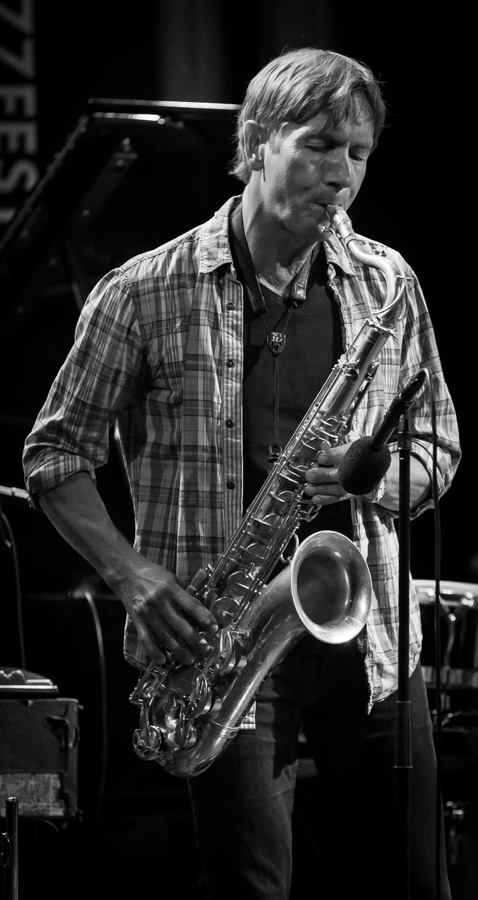
Morten Halle, Oslo Jazzfestival 2016

Morten Halle (* 7. Oktober 1957 in Oslo) ist ein norwegischer Jazzmusiker (Alt- und Tenorsaxophon, Komposition und Arrangement). Er gilt als eine prominente Figur des aktuellen norwegischen Jazz und ist auch als Hochschullehrer an der Norges Musikkhøgskole tätig.

## Leben und Wirken
Halle gründete unter dem Einfluss von Jan Garbarek 1974 gemeinsam mit dem Pianisten Georg Reiss ein Quartett, das bis 1977 bestand; dann leitete er Combos gemeinsam mit dem Trompeter Bror Hagemann und mit dem Pianisten Rune Klakegg. Zwischen 1981 und 1986 studierte er an der Universität Oslo Musik. In dieser Zeit wurde er Mitglied von Oslo 13 und von der Band Cutting Edge, mit der er auf diversen Festivals spielte, drei Alben veröffentlichte und durch England tourte. Ab 1987 leitete er mit John Eberson ein Quartett, zu dem Bjørn Kjellemyr und zunächst Finn Sletten, dann Pål Thowsen am Schlagzeug gehörten. Weiter spielte er mit Knut Værnes, mit Sinikka Langeland und mit dem Jazzpunkensemblet von Jon Balke. Mit Torbjørn Sunde und Jens Petter Antonsen bildete er die Studiobläsergruppe Horns for Hire, die an zahlreichen Alben beteiligt war. Er leitet das großformatige Ensemble 1300 Oslo, mit dem er das Album Live in the North (2001) aufnahm. Auch trat er mit dem Magnetic North Orchestra, dem Geir Lysne Listening Ensemble und Søyr auf.
Halle arbeitete als Komponist für Film, Theater und Ballett und vertonte Gedichte Jesper Halles, die von Jonas Fjeld und Sidsel Endresen aufgeführt wurden (1988). Zwischen 2002 und 2004 war er der Präsident der norwegischen Urheberrechtsorganisation TONO.
Halle legte mehrere Alben mit eigenen Gruppen vor, etwa einem Trio mit Anders Jormin und Svante Henryson. Seit 2006 arbeitete er mit seinem eigenen Quartett Halles Komet mit Edvard Askeland, Torstein Lofthus und Andre Petersen bzw. Vigleik Storaas, das zwei Alben vorlegte, zuletzt um Feya Faku erweitert. 2005 wurde er als Hochschullehrer an die Norges Musikkhøgskole berufen, wo er seit 2008 die Fachsektion Jazz leitet.

## Diskographische Hinweise
- Ten Easy Pieces (Curling Legs, 2005, mit Anders Jormin und Svante Henryson)
- Halles komet (Curling Legs, 2007)

Halle/Eberson Kvartett
- Blow! (Odin Records, 1989)
- 2 (Curling Legs, 1992)
- The Eagle (Curling Legs, 1995)